# 鈴木颯
鈴木 颯（すずき はやて、2004年4月15日 - ）は、岩手県出身の日本の卓球選手である。Tリーグは、琉球アスティーダに所属。

## 経歴
2021-22シーズン途中から木下マイスター東京に入団し、現役高校生のままTリーグデビューを果たすが、シーズン終了後には契約更新されなかった。
2022年のインターハイの男子シングルス、男子ダブルス、男子団体全てで優勝し、インターハイ三冠王となる。
2024年に琉球アスティーダと契約し、Tリーグに復帰する。

## エピソード
ヨルゲン・パーソン( スウェーデン)の熱烈的なファンであり、自身がDONICと契約しているのも彼への憧れからである。

## 主な戦績
2014年
- 全日本卓球選手権カブの部 男子シングルス 優勝

2016年
- 全日本卓球選手権ホープスの部 男子シングルス 優勝

2019年
- 全国中学校卓球大会 男子シングルス 準優勝
- フランスジュニア&カデットオープン U15男子シングルス 優勝
- 台湾ジュニア&カデットオープン U15男子シングルスシングルス優勝

2021年
- 全日本卓球選手権 ジュニア男子シングルス 準優勝

2022年
- インターハイ 男子シングルス優勝 男子ダブルス優勝 男子学校対抗優勝
- WTTユースコンテンダーリンツ U19男子シングルス 準優勝

2023年
- インカレ 男子団体 優勝